# 拉斯托沃島
42°45′N 16°52′E / 42.750°N 16.867°E

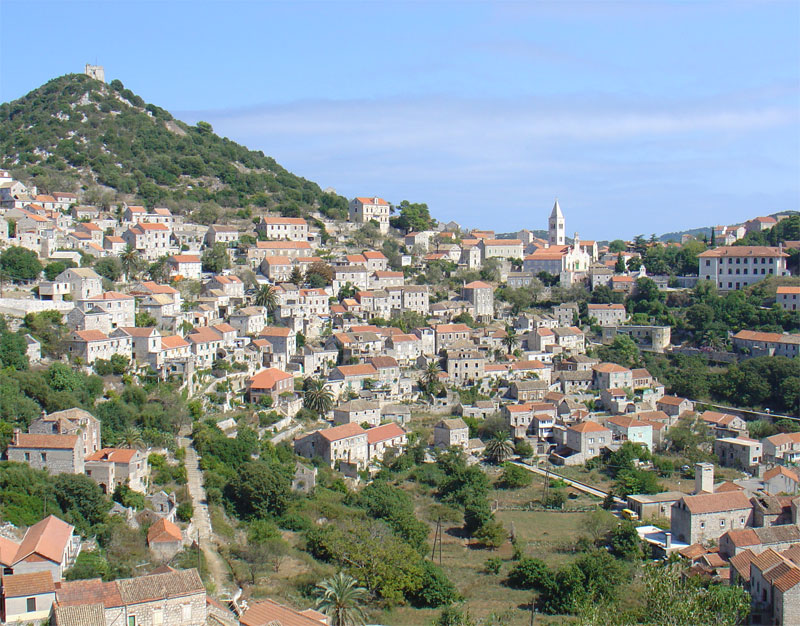

拉斯托沃島（克罗地亚语：Lastovo；意大利语：Lagosta；德语：Augusta；拉丁语：Augusta Insula；希腊语：Ladestanos；伊利里亚语：Ladest）是克羅地亞的一个岛屿以及同名的岛屿自治市，由杜布羅夫斯克-內雷特瓦縣負責管轄。自治市一共包含46个岛屿，总面积约53平方公里。同名的岛屿是其中最大的一个，也是主要的人口聚居地。拉斯托沃岛長9.8公里、寬5.8公里，面積48平方公里，海拔線長度46.4公里，最高點海拔高度415米，2011年人口792。
历史上最早定居此地是伊利里亚人，后来被罗马人征服，并入达尔马提亚行省。7世纪阿瓦尔人入侵，随后是斯拉夫人的大迁徙。克罗地亚人和其他被克罗地亚人征服的斯拉夫人部落占据了达尔马提亚海岸的大部分领土，不过当时的拉戈斯塔（Lagosta）则名义上归属于拜占庭帝国，由罗马化的达尔马提亚人统治。公元1000年，该岛居民参加了亚得里亚海的海盗活动导致威尼斯人的报复袭击，导致定居点被摧毁。在经历威尼斯一段时间的统治之后，拉斯托沃选择加盟拉古萨共和国，并且享受一定程度上的自治权。随着拉古萨共和国被拿破仑征服，该岛最终在19世纪被并入奥地利帝国。一战之后，该岛被战胜国意大利接收并统治了三十年左右，然后被并入新成立的南斯拉夫。南斯拉夫解体后归属克罗地亚。

## 外部連結
- Tourist Association of Lastovo （页面存档备份，存于） （克羅埃西亞文） （英文）
- Lastovo Island Travel Guide （页面存档备份，存于）
- History of Lastovo
- Lastovo.org （页面存档备份，存于）
- Lastovo.net （页面存档备份，存于）
- Lastovo-Augusta.net
- Lastovo Tourist
- Arhipelag sa 46 otočića, 46 polja i 46 crkvica pod zaštitom rendžera （页面存档备份，存于） （克羅埃西亞文）
- Restaurant Porat - Skrivena luka